# Ébersviller
 Ébersviller  es una población y comuna francesa, en la región de Gran Este, departamento de Mosela, en el distrito de Boulay-Moselle y cantón de Bouzonville.

## Demografía
| 568 | 499 | 472 | 502 | 588 | 660 |
| Para los censos de 1962 a 1999 la población legal corresponde a la población sin duplicidades (Fuente: INSEE [Consultar]) |     |     |     |     |     |